# Montavon JU
| JU ist das Kürzel für den Kanton Jura in der Schweiz. Es wird verwendet, um Verwechslungen mit anderen Einträgen des Namens Montavon zu vermeiden. |

Montavon ist eine Ortschaft in der Munizipalgemeinde Boécourt des Bezirks Delémont im Kanton Jura in der Schweiz. Das Dorf liegt in exponierter Lage an der alten Strasse zwischen der Ajoie und Delsberg.

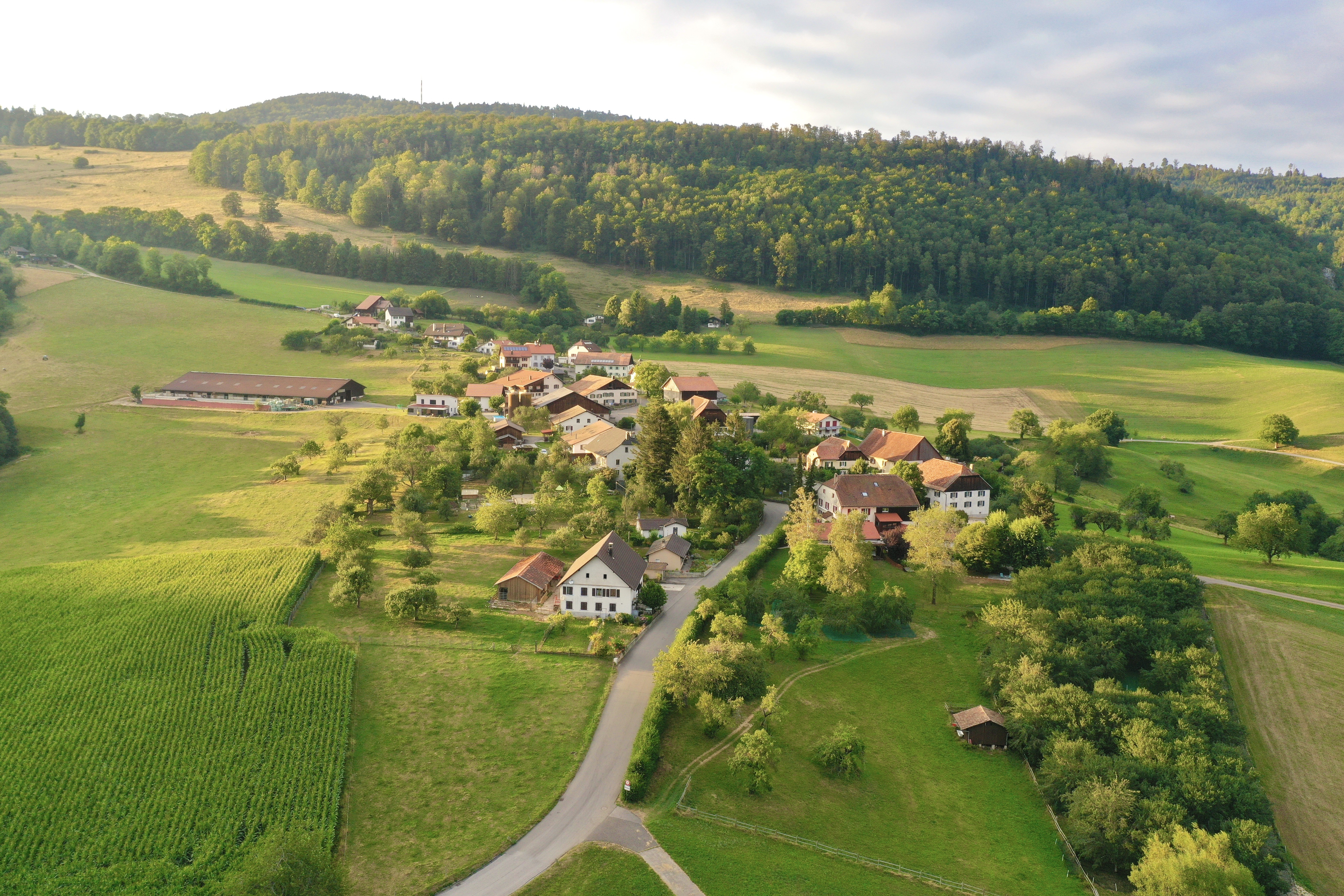
Blick auf Montavon

## Geschichte
Der Ort wurde 1330 als Montaun erstmals erwähnt. Montavon war eine Mairie der Vogtei Delsberg im Fürstbistum Basel bis zum französischen Einmarsch 1792. 1793 bis 1814 bildete Montavon eine Munizipalität unter französischer Herrschaft und ab 1854 eine von Boécourt-Séprais getrennte Bürgergemeinde. Zusammen mit den Meierhöfen in Les Rangiers gehörte das Dorf zur 1302 erwähnten Pfarrei Saint-Martin auf dem Mont-Repais, die 1611 zu Boécourt kam. Die Kapelle Sainte-Anne wurde 1898 erbaut.

## Bevölkerung
| Jahr      | 1888 | 1900 | 1910 | 1960 | 2007 |
| Einwohner | 115  | 144  | 129  | 100  | 87   |